# おおいた豊後大野ジオパーク

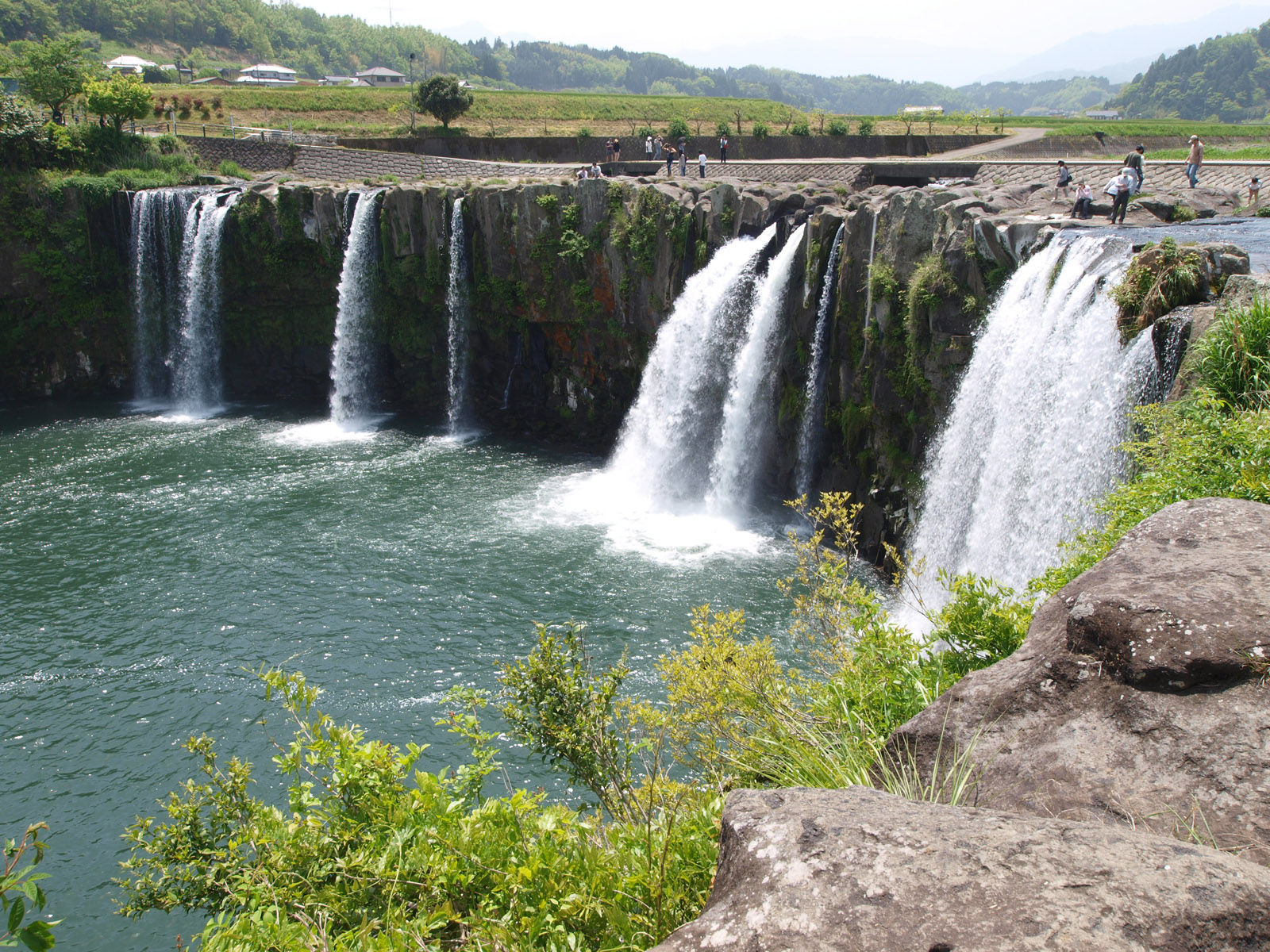
原尻の滝

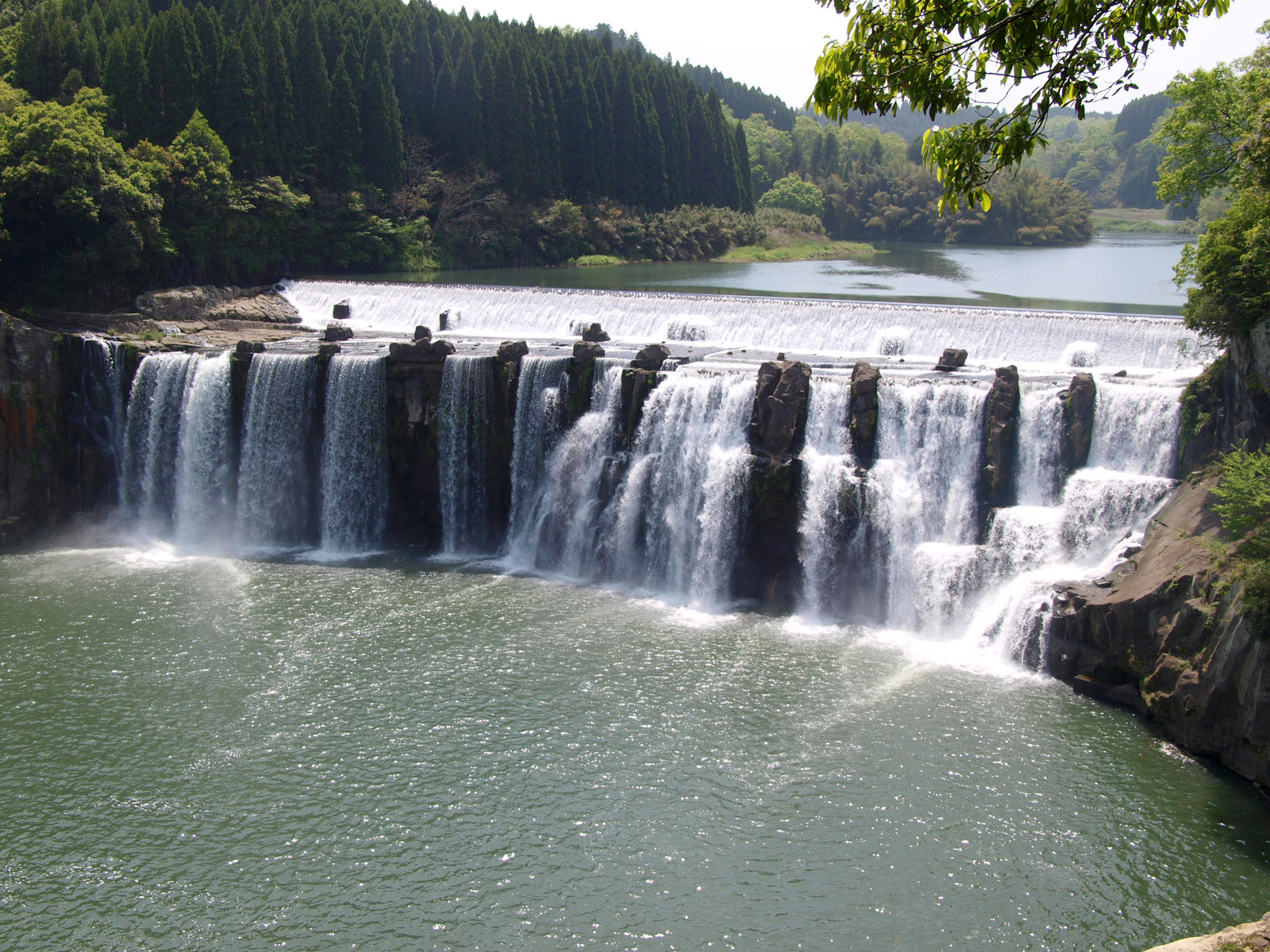
沈堕の滝

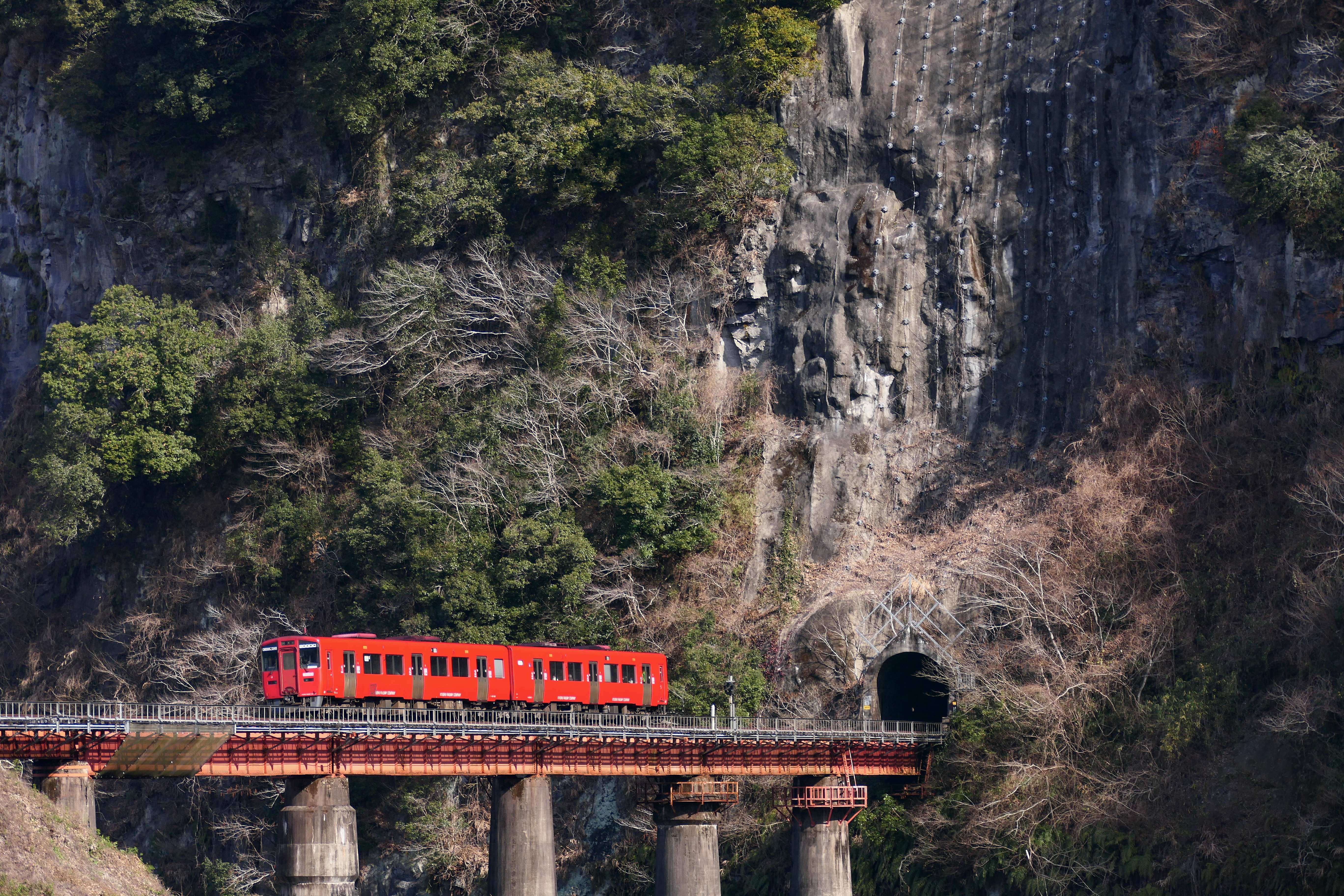
岩戸の景観。百枝トンネルが貫き豊肥本線が通っている。

おおいた豊後大野ジオパーク（おおいたぶんごおおのジオパーク）は、大分県豊後大野市にあるジオパークである。2013年9月24日に日本ジオパークに認定され、日本ジオパークネットワークに加盟した。

## 概要
豊後大野市は、大分県の南西部に位置し、大野川の中上流域に属する。この地域では、9万年前の阿蘇山の噴火で発生した火砕流によって生成した阿蘇溶結凝灰岩の浸食によって、渓谷や滝などの特徴的な地形が形成されるとともに、加工しやすい凝灰岩の特性を活かした石橋や磨崖仏等の石造文化が古くから発達した。

## ジオサイト
- 川上渓谷
- 手取蟹戸
- 祖母傾国定公園
- 白山渓谷
- 滞迫峡
- 沈堕の滝
- 松尾の埋没木
- 岩戸の景観
- 原尻の滝
- 宮迫東石仏・西石仏
- 菅尾磨崖仏
- 普光寺磨崖仏
- 犬飼石仏
- 御嶽山「仙の嶽」
- 大迫磨崖仏
- 神角寺
- 出会橋・轟橋
- 犬飼港跡
- 辻河原の石風呂
- 虹澗橋